# Apiomeris crebristriata
Apiomeris crebristriata är en mångfotingart som beskrevs av Filippo Silvestri 1917. Apiomeris crebristriata ingår i släktet Apiomeris och familjen klotdubbelfotingar. Inga underarter finns listade i Catalogue of Life.